# Ada Condeescu
Ada Condeescu est une actrice roumaine.

## Filmographie
- 2016 : Dincolo de calea ferată - Monica
- 2011 : Loverboy (en) - Veli
- 2010 : Eu cand vreau sa fluier, fluier - Ana
- 2014 : L'été sera chaud (Love Island) de Jasmila Žbanić : Flora

## Récompenses et distinctions
- Meilleure actrice lors du Festival international du film de Vilnius  de 2012, pour son rôle dans Loverboy (en).